# Nuevo Centro Lindavista
Nuevo Centro Lindavista är en ort i Mexiko.   Den ligger i kommunen Ocosingo och delstaten Chiapas, i den sydöstra delen av landet, 800 km öster om huvudstaden Mexico City. Nuevo Centro Lindavista ligger 1 376 meter över havet och antalet invånare är 102.
Terrängen runt Nuevo Centro Lindavista är kuperad åt sydväst, men åt nordost är den bergig. Runt Nuevo Centro Lindavista är det glesbefolkat, med 16 invånare per kvadratkilometer. Närmaste större samhälle är Ocosingo, 9,5 km nordost om Nuevo Centro Lindavista. I omgivningarna runt Nuevo Centro Lindavista växer i huvudsak städsegrön lövskog.